# Doripenem
Il doripenem (nome comune del doripenem monoidrato) è un antibiotico beta-lattamico iniettabile ad ampio spettro appartenente al sottogruppo dei carbapenemi. È stato distribuito in Giappone da Shionogi Co. con il nome Finibax e nel 2005 ed è stato commercializzato fuori dal Giappone da Johnson & Johnson. È particolarmente attivo contro  Pseudomonas aeruginosa.

## Utilizzo
Il doripenem può essere usato per trattare le infezioni batteriche come infezioni addominali complesse, polmoniti in ambito ospedaliero e infezioni complicate del tratto urinario comprese infezioni renali con setticemia. Principalmente, doripenem inibisce la biosintesi della parete cellulare, che porta ad una riduzione della proliferazione dei batteri fino alla loro completa eliminazione.
Il doripenem è stato approvato dalla Food and Drug Administration il 12 ottobre del 2007, per essere venduto con il nome commerciale di Doribax.

## Farmacologia
Il doripenem è un antibiotico beta-lattamico appartenente al gruppo dei carbapenemi, con un ampio spettro d'azione su batteri sia Gram-positivi sia Gram-negativi. In vivo, doripenem inibisce la sintesi della parete cellulare legandosi alle proteine leganti la penicillina, note anche come PBP. Tuttavia non è attivo contro lo Staphylococcus aureus resistente alla meticillina. È stabile contro le beta-lattamasi comprese quelle con spettro esteso, ma è suscettibile all'azione delle carbapenemasi. Il doripenem è ancora più attivo contro Pseudomonas aeruginosa rispetto agli altri carbapenemi.

## Proprietà fisiche e chimiche
Il doripenem si presenta come una polvere cristallina di un colore che va dal bianco al giallognolo. La molecola è moderatamente solubile in acqua, poco solubile in metanolo, e praticamente insolubile in etanolo. Il doripenem è inoltre solubile in N,N-dimetilformammide. La configurazione chimica del doriperem è caratterizzata da 6 atomi di carbonio asimmetrici (6 stereocentri) ed è normalmente presente come isomero puro. In soluzione per iniezioni, il farmaco può presentarsi in forma monoidrata.

## Farmacocinetica

### Distribuzione
Il farmaco è stabile in soluzione e in media, circa l'8,1% delle proteine plasmatiche risultano legate al doripenem, tale percentuale è indipendente dalla concentrazione del farmaco nel plasma. Il volume di distribuzione del doripenem è simile a quello del volume di fluido extracellulare nell'uomo (18,2 litri).

### Metabolismo
Il doripenem viene metabolizzato dall'enzima deidropeptidasi-I in un metabolita inattivo ad anello aperto.

## Escrezione
Nei giovani e negli adulti sani, l'emivita del doripenem è normalmente di circa 1 ora. La clearanceplasmatica è di circa 15.9 L/ora e la clearance renale media è di 10,3 L/ora. Il doriperem è filtrato dal letto capillare glomerulare nella capsula di Bowman e le secrezioni tubulari del nefrone.